# Rue de la Tour
Koordinaten: 48° 52′ N, 2° 17′ O
Die Rue de la Tour ist eine Straße im 16. Arrondissement von Paris.

## Lage
Die Straße verläuft als Einbahnstraße von der Place de Costa Rica in westlicher Richtung bis zur Place Tattegrain.

## Namensursprung
Der Straßenname kommt von der «Moulin de la Tour de Passy» (deutsch Turmmühle von Passy). Der Turm existierte noch bis 1810 und soll Philipp IV. als «Manoir» gedient haben.

## Geschichte
Diese Straße in der ehemaligen Gemeinde Passy wird schon 1605 genannt und ist auf einem Plan de Roussel zu entdecken.
Der Weg wird im 18. Jahrhundert zur Straße aufgewertet und verbindet die Rue de Passy mit der Rue de la Pompe unter dem Namen «Rue du Moulin-de-la-Tour», denn hier war eine Mühle auf einen ehemaligen Turm gebaut worden.

## Sehenswürdigkeiten
- Nr. 8: Jean Jaurès wohnte hier bis 1899.
- Nr. 73: Hôtel particulier oder Stadtpalast: Der einst hübsche Wohnsitz im französischen Rokokostil (Louis-Quinze) ist hufeisenförmig angelegt und mit einem großzügigen, von der Rue Desbordes-Valmore begrenzten Garten umgeben.
- Nr. 86: In dem Gebäude an besagtem Turm befindet sich heute eine katholische Privatschule: Das 1901 für die Schwestern von Sainte Clotilde eröffnete Institut de la Tour, ein collège et lycée privés catholiques.[2] Auch Brigitte Bardot war Schülerin dieser Schule.[3]
- Nr. 83: Villa Guibert, die nach einem ihrer früheren Eigentümer benannt wurde. Hier verbrachte der Dichter Jean Richepin (1849–1926) einen Teil seines Lebens.[4]
- Nr. 89: Geburtshaus des Jagdfliegers Georges Guynemer (1894–1917), eine Erinnerungstafel weist darauf hin.
- Nr. 96: Villa de la Tour, wo der sozialistische Politiker Jean Jaurès (1859–1914) während seiner letzten Lebensjahre wohnte.[5] Nach seiner Ermordung im Café du Croissant wurde seine Leiche dort für einige Tage aufgebahrt.

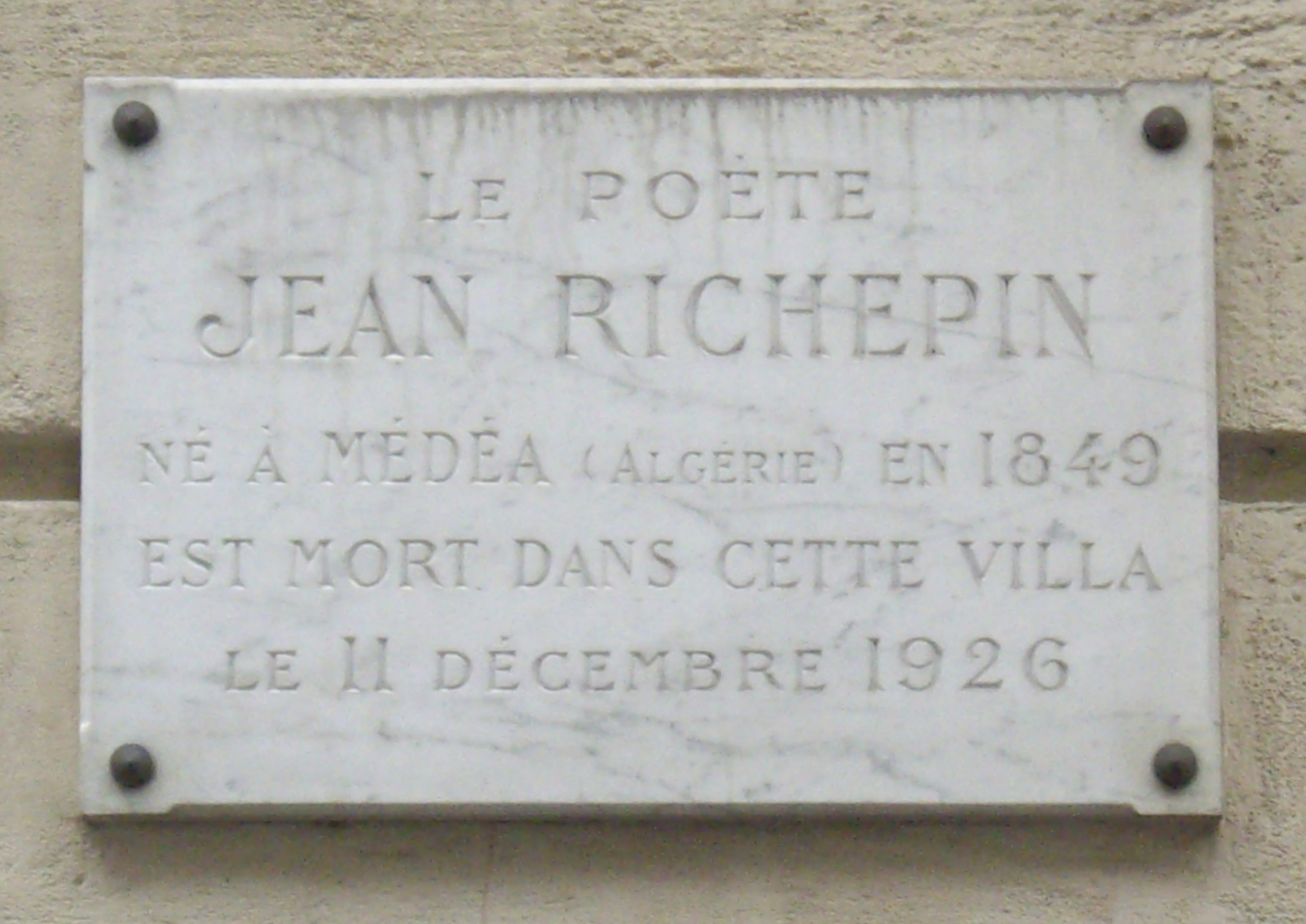
Erinnerungstafel an den Dichter Jean Richepin, Nr. 85
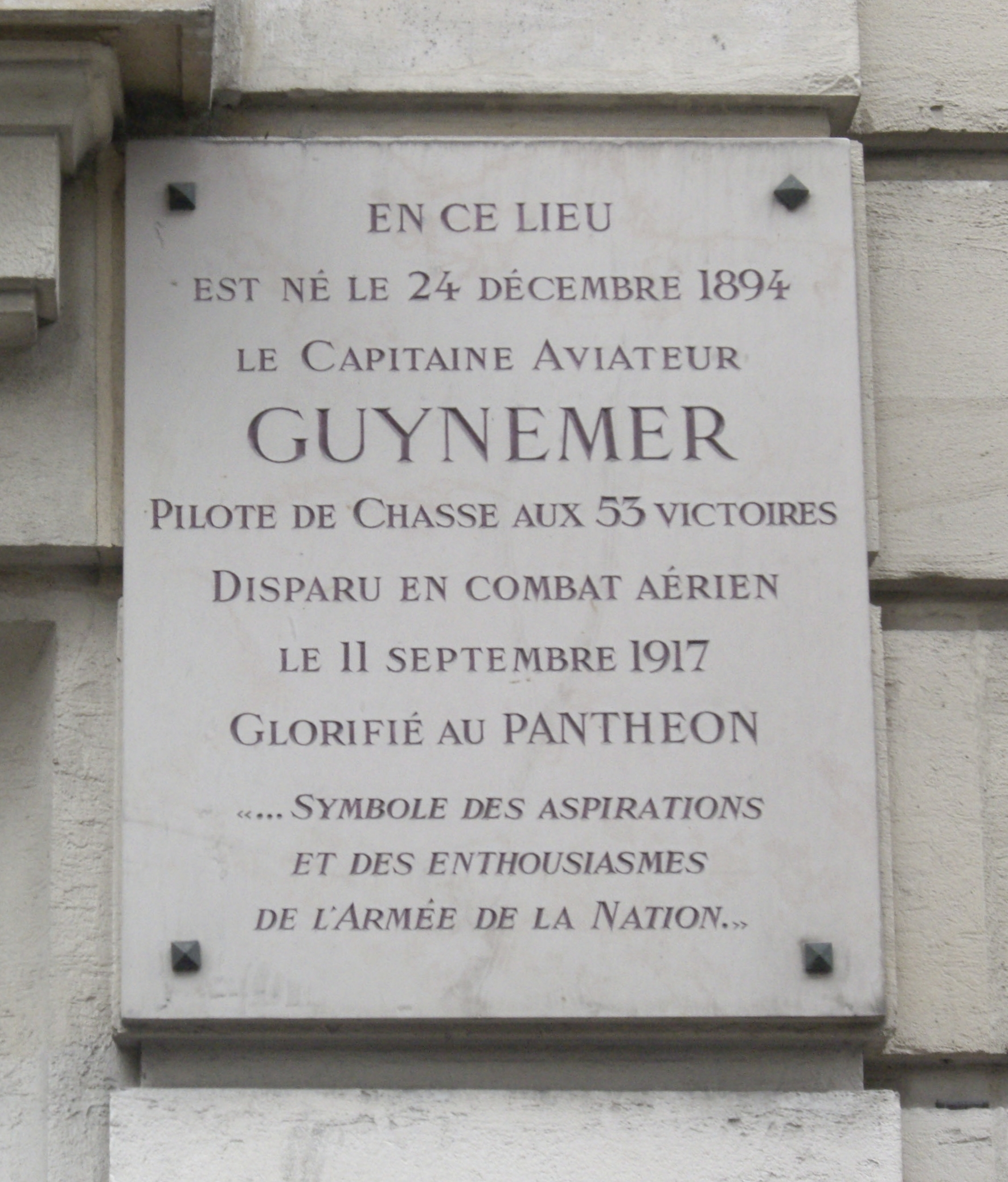
Erinnerungstafel an den Jagdflieger Georges Guynemer, Nr. 89
Die Privatstraße «Villa de la Tour» ist für Unbefugte versperrt.
Dachgärten über 2 Etagen, Nr. 131
Stilistische Hausfassade, Nr. 117

## Die Straße im Film
In dem Film von Ernst Lubitsch Engel mit Marlene Dietrich spielt die erste und letzte Szene in einem fiktiven Haus 314, Rue de la Tour.